# Karl Tolde
Karl Tolde (* 23. März 1888 in Wien; † 25. Juni 1946 ebenda) war ein österreichischer Politiker (ÖVP).

## Leben
Nach Besuch der Volks- und Bürgerschule erlernte Karl Tolde den Beruf des Gas- und Wasserleitungsinstallateurs. 1912 machte er sich als Handwerksmeister selbstständig. Später wurde Tolde zum Innungsmeister der Wiener Gas-, Wasser- und Heizungsinstallateure ernannt. Karl Tolde war von 1915 bis 1925 Fürsorgerat im Wiener Gemeindebezirk Meidling.
Ebenfalls in Meidling übernahm Tolde nach dem Zweiten Weltkrieg, 1945, die Leitung des Österreichischen Wirtschaftsbunds, einer Teilorganisation der neu gegründeten ÖVP. Im Dezember desselben Jahres zog er für die ÖVP als Mitglied in den Bundesrat ein, dem er bis zu seinem Tod, im Juni 1946, angehörte.